# Acoustique géométrique
L'acoustique géométrique est le pendant de l'optique géométrique et décrit les rayons acoustiques définis pour la propagation du son dans les fluides, pour lesquels l'onde progressive est longitudinale, à l'instar du rayon lumineux. L'adaptation au domaine acoustique a été synthétisé par Milne (1921).
Le rayon acoustique peut être absorbé, réfléchi, réfracté et est lié à un front d'onde associé.
La notion est valide dans l'hypothèse des faibles longueurs d'onde qui permet d'assimiler localement le front d'onde à une onde plane. A contrario elle est incapable de décrire des phénomènes comme la diffraction ou la création de caustiques.

## Front d'onde et rayon acoustique

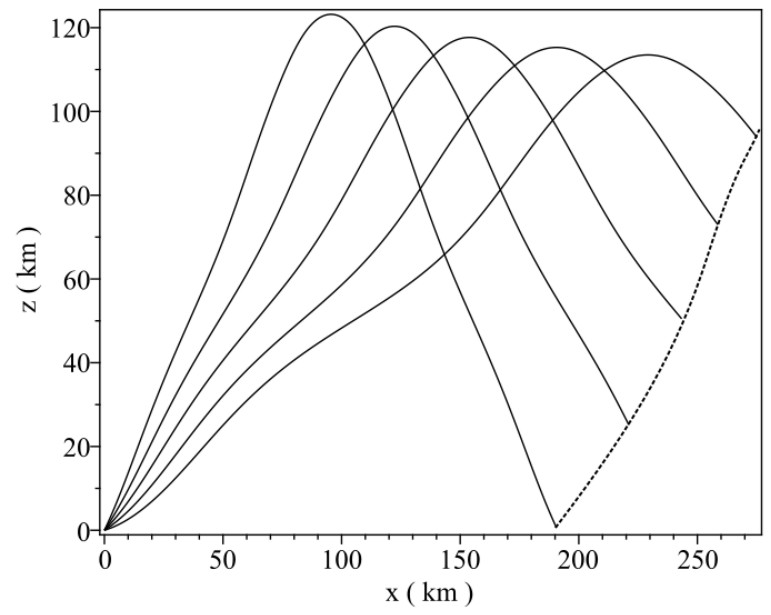
Propagation d'infrasons dans l'atmosphère (angle initial degrés) et front d'onde à

On peut définir un front d'onde lorsque la largeur du signal est négligeable devant sa courbure spatiale. La valeur locale du signal est alors réduite à son intensité moyenne. Ce front d'onde est défini par l'instant d'arrivée  {\displaystyle \tau (\mathbf {x} )}  au point  {\displaystyle \mathbf {x} } . Le signal peut être décrit de manière alternative par l'ensemble des positions  {\displaystyle \mathbf {x} _{r}(t)} , chacune de ces fonctions définissant un rayon de propagation. Dans un milieu qui se déplace à la vitesse   {\displaystyle \mathbf {V} _{0}(\mathbf {x} )}  le front d'onde est simplement advecté et sa vitesse est,, :
{\displaystyle \mathbf {V} _{r}(\mathbf {x} )={\frac {\mathrm {d} \mathbf {x} _{r}}{\mathrm {d} t}}=\mathbf {V} _{0}(\mathbf {x} )+c_{0}(\mathbf {x} )\mathbf {n} (\mathbf {x} )}
où  {\displaystyle \mathbf {n} }  est la normale au front d'onde et  {\displaystyle c_{0}}  la vitesse du son dans les conditions locales.
{\displaystyle {\boldsymbol {\sigma }}=\nabla \tau } est le vecteur lenteur (slowness) ou fonction eikonale défini par :
{\displaystyle {\boldsymbol {\sigma }}\cdot \mathbf {V} _{r}=1\quad \Leftrightarrow \quad c_{0}{\boldsymbol {\sigma }}\cdot \mathbf {n} =1-\mathbf {V} _{r}\cdot \nabla \tau =\Omega }
Compte tenu de  {\displaystyle {\boldsymbol {\sigma }}=({\boldsymbol {\sigma }}\cdot \mathbf {n} )\mathbf {n} }  il vient :
{\displaystyle {\boldsymbol {\sigma }}={\frac {\mathbf {n} }{c_{0}+\mathbf {V} _{r}\cdot \mathbf {n} }}\,,\quad \mathbf {n} ={\frac {c_{0}{\boldsymbol {\sigma }}}{\Omega }}}
 {\displaystyle |{\boldsymbol {\sigma }}|^{-1}=c_{0}+\mathbf {V} _{r}\cdot \mathbf {n} }  est la vitesse normale au front d'onde, d'où le nom de vecteur lenteur.
La seconde équation ci-dessus implique l'équation eikonale :
{\displaystyle {\boldsymbol {\sigma }}^{2}={\frac {\Omega ^{2}}{c_{0}^{2}}}}
On peut alors écrire les équations des rayons acoustiques :
{\displaystyle {\begin{aligned}{\frac {\mathrm {d} \mathbf {x} _{r}}{\mathrm {d} t}}&={\frac {c_{0}^{2}{\boldsymbol {\sigma }}}{\Omega }}+\mathbf {V} _{0}\\{\frac {\mathrm {d} {\boldsymbol {\sigma }}}{\mathrm {d} t}}&=-{\frac {\Omega }{c_{0}}}\nabla c_{0}-\nabla (\mathbf {V} _{0}\cdot {\boldsymbol {\sigma }})+(\mathbf {V} _{0}\cdot \nabla ){\boldsymbol {\sigma }}\end{aligned}}}

## Équations de conservation

### Conservation de l'énergie
L'énergie volumique contenue dans le signal acoustique est la somme de l'énergie interne et de l'énergie cinétique :
{\displaystyle E_{a}={\frac {1}{2}}{\frac {p_{a}^{2}}{\rho _{0}c_{0}^{2}}}+{\frac {1}{2}}\rho _{0}V_{a}^{2}}
où  {\displaystyle p_{a}}  est la pression acoustique,  {\displaystyle V_{a}}  la vitesse acoustique et  {\displaystyle \rho _{0}}  la masse volumique du fluide au repos.
Pour un signal isentropique (pas de discontinuité, pas d'absorption) cette expression se simplifie en utilisant la relation :
{\displaystyle V_{a}={\frac {p_{a}}{\rho _{0}c_{0}}}\quad \Rightarrow \quad E_{A}={\frac {p_{a}^{2}}{\rho _{0}c_{0}^{2}}}}
Directement ou par l'intermédiaire des équations d'Euler il est possible d'écrire une équation de conservation :
{\displaystyle {\frac {\partial E_{a}}{\partial t}}+\nabla \cdot \mathbf {I} _{a}=0}
où  {\displaystyle \mathbf {I} _{a}=p_{a}\mathbf {V} _{a}=c_{0}E_{a}\mathbf {n} }  est l'intensité acoustique, donc la densité surfacique de flux d'énergie. Par analogie avec l'optique on parle de vecteur de Poynting acoustique.

### Conservation de l'énergie le long d'un rayon acoustique
Pour un milieu stationnaire possédant des gradients de propriétés lentement variables (lorsque la longueur caractéristique mesurant toute variation dans le milieu est grande devant toute longueur d'onde composant le signal) il est possible d'établir une équation de conservation de l'énergie d'une onde isentropique :
{\displaystyle {\frac {\partial }{\partial t}}\left({\frac {E_{a}}{\Omega }}\right)+\nabla \cdot \left({\frac {E_{a}\mathbf {V} _{r}}{\Omega }}\right)=0\,,\quad E_{a}\mathbf {V} _{r}=\mathbf {I} _{a}+E_{a}\mathbf {V} _{0}}
À partir du calcul des trajectoires des rayons on peut connaître la variation de l'aire  {\displaystyle A}  d'un segment de tube formé par des rayons voisins. On montre alors que la quantité  {\displaystyle {\frac {E_{a}V_{r}A}{\Omega }}}  est conservée dans ce tube. Cette quantité est nommée invariant de Blokhintsev (Dimitri Blokhintsev, 1946).
Wallace Hayes a généralisé ce résultat à un milieu variable en temps en 1968.

## Caustique

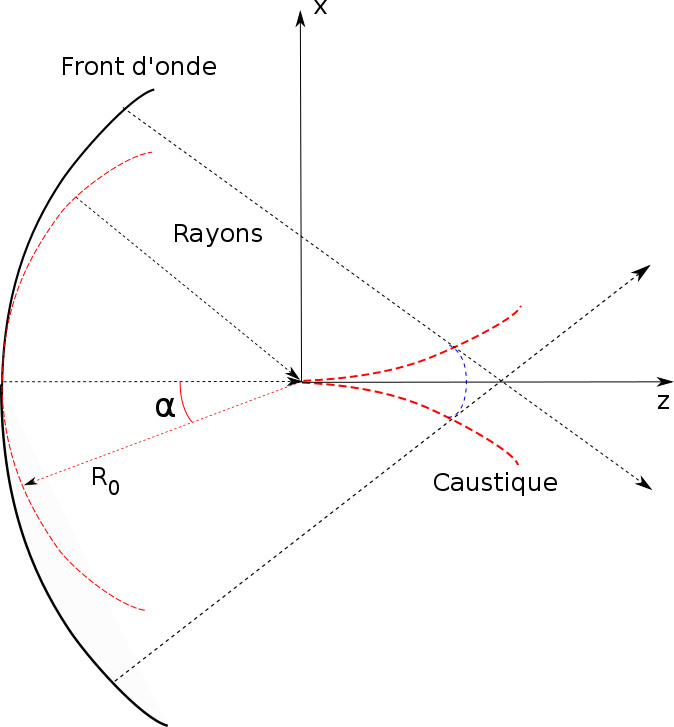
Création d'une caustique.

La convergence de rayons acoustiques en un point crée une singularité : le repliement du front d'onde (voir figure). Une telle singularité ne peut exister. Le phénomène, entraînant localement de fortes surpressions, doit être décrit par les équations de l'acoustique.
Toutefois la géométrie du phénomène peut être trouvée simplement. Prenons l'exemple d'un front d'onde quasi-cylindrique  {\displaystyle f(x)}  (voir figure). Son rayon  {\displaystyle R(\alpha )}  a une valeur minimale  {\displaystyle R_{0}}  en  {\displaystyle \alpha =0} . On cherche à définir la caustique au voisinage du point  {\displaystyle x=z=0} .
La caustique est atteinte à l'instant  {\displaystyle t={\frac {R(\alpha )}{c_{0}}}} , définissant celle-ci sous forme paramétrique :
{\displaystyle {\begin{array}{rcl}x&=&\alpha -R(\alpha )f'(\alpha )\left(1+f'^{2}\right)^{-{\frac {1}{2}}}\\z&=&f(\alpha )-R(\alpha )f'(\alpha )\left(1+f'^{2}\right)^{-{\frac {1}{2}}}-R_{0}\end{array}}}
où  {\displaystyle R(\alpha )}  est le rayon de courbure :
{\displaystyle R(\alpha )={\frac {\left(1+f'^{2}\right)^{-{\frac {3}{2}}}}{f''(\alpha )}}}
Après développement en série et simplification on en déduit la relation explicite donnant les deux branches de la caustique :
{\displaystyle x=\pm \left({\frac {8}{9R_{0}^{2}R_{0}''}}\right)^{\frac {1}{2}}z^{\frac {3}{2}}}
où  {\displaystyle R_{0}''=R''(\alpha =0)} 
La caustique définit une région de silence qui n'est atteinte par aucun rayon acoustique. Une étude plus précise montre qu'en fait la pression acoustique dans cette région n'est pas totalement nulle du fait des phénomènes de diffraction.